# Allée Henri-Sellier
L'allée Henri-Sellier (en occitan : alèa Henri Sellier) est une voie de Toulouse, chef-lieu de la région Occitanie, dans le Midi de la France.

## Situation et accès

### Description
L'allée Henri-Sellier est une voie publique. Elle traverse le cœur du quartier d'Empalot.
La chaussée compte une voie de circulation dans chaque sens. Elle appartient à une zone 30 et la vitesse y est limitée à 30 km/h. Il n'existe pas d'aménagement cyclable.
Elle est parcourue par le sentier de grande randonnée 653 (GR 653), qui va d'Arles au col du Somport. Il se prolonge, à l'est, par l'avenue Jean-Moulin et, au nord, par le chemin en bord de Garonne, le long de la digue de l'avenue du Maréchal-de-Lattre-de-Tassigny.

### Voies rencontrées
L'allée Henri-Sellier rencontre les voies suivantes, dans l'ordre des numéros croissants (« g » indique que la rue se situe à gauche, « d » à droite) :
1. Impasse du Férétra (g)
2. Rue du Férétra (d)
3. Rue Jean-Lebas (g)
4. Avenue Jean-Moulin (d)
5. Rue des Mouettes (g)
6. Place d'Empalot (d)
7. Rue des Goëlands (g)
8. Rue d'Aix (d)
9. Avenue du Maréchal-de-Lattre-de-Tassigny

### Transports
L'allée Henri-Sellier est parcourue et desservie, entre l'avenue du Maréchal-de-Lattre-de-Tassigny et l'avenue Jean-Moulin, par la ligne de bus 44 et, entre cette avenue et la rue du Férétra, par la ligne de bus 54. Ces deux lignes ont leur terminus au bout de l'avenue Jean-Moulin, à proximité de station Empalot, sur la ligne de métro . On y trouve également les arrêts des lignes du Linéo L5 et du bus 152.
Il existe également une station de vélos en libre-service VélôToulouse : la station no 255 (angle allée Henri-Sellier/2 rue des Mouettes).

## Odonymie

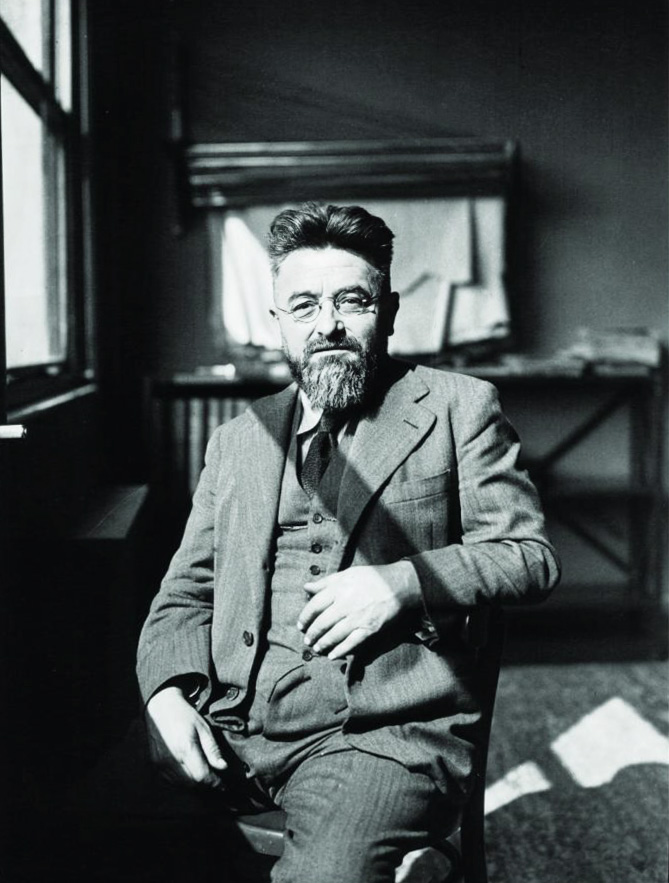
Portrait d'Henri Sellier en 1936 (agence de presse Meurisse, BnF).

L'allée, percée vers 1880 pour relier la rue du Férétra à la passerelle de la Poudrerie, qui permet d'accéder à la Poudrerie nationale, devenue Société nationale des poudres et des explosifs (SNPE), sur l'île du Grand-Ramier (emplacement de l'actuel no 1 chemin de la Loge), en porte alors naturellement le nom.
C'est en 1965, alors que se développe le nouveau quartier d'Empalot, que la municipalité de Louis Bazerque lui attribue le nom d'Henri Sellier (1883-1943). Cet homme politique de la Troisième République engagé dans le socialisme dans les années 1900, est maire de Suresnes (1919-1941), mais aussi sénateur de la Seine (1936-1943) et ministre de la Santé durant le Front populaire (1936-1937). Il est surtout président de l'office public d'habitations à bon marché (OPHBM) de la Seine et l'un des promoteurs de la législation sur le logement social en France. Le 21 mai 1937, il visita la ville de Toulouse et s'intéressa particulièrement aux réalisations de l'hôpital suburbain de Purpan et du Parc des Sports du Ramier – la piscine municipale et le stadium municipal.

## Histoire

### Époque contemporaine

#### XIXeet première moitié duXXesiècle
C'est vers 1880 qu'une allée rectiligne, plantée d'arbres, est tracée entre la rue du Férétra et la passerelle de la Poudrerie. Elle permet ainsi à la population ouvrière d'accéder aux installations de la Poudrerie nationale qui se développe sur l'île du Ramier. À l'est de la nouvelle allée de la Poudrerie, la rue du Férétra, qui est prolongée au sud par le chemin des Étroits et au nord par la rue des Récollets (actuelle rue Achille-Viadieu), constitue une importante voie de circulation le long de la Garonne. Elle est bordée de plusieurs maisons et de quelques tuileries.
En revanche, l'allée de la Poudrerie, qui traverse des terrains largement soumis aux crues de la Garonne, n'est pas habitable et reste bordée par des champs et des prés qui dépendent des fermes les plus proches. Progressivement, durant l'entre-deux-guerres, des jardins maraîchers sont aménagés pour les habitants du quartier, principalement au nord de l'allée de la Poudrerie.

#### Deuxième moitié duXXesiècle
À la fin de la Seconde Guerre mondiale et dans le contexte de la reconstruction de l'après-guerre, la municipalité dirigée par Raymond Badiou est confrontée à la difficile question du manque de logement, mais aussi aux problématiques de l'insalubrité et de la modernisation de la ville. Elle décide de mener un vaste projet de construction des terrains du Champ-du-Loup, dont le projet d'ensemble est confié à l'architecte Raymond Chini. Les travaux de la digue entre le pont d'Empalot et le pont Saint-Michel sont réalisés à partir de 1954. Les premiers réalisations de logements concernent cependant le nord du nouveau quartier d'Empalot, autour de la cité André-Daste, élevée entre 1948 et 1956 pour le compte de l'office HLM de la ville de Toulouse sur les plans des architectes Raymond Chini et Robert Armandary.
Entre 1953 et 1956, les premiers immeubles, les bâtiments A, B et C de la cité de la Poudrerie sont élevés pour le compte de l'office public HLM de Toulouse au sud de l'allée Henri-Sellier, le long d'une voie nouvelle (actuels no 2 à 6 rue des Mouettes). Il est fait appel aux architectes Jean Montier, Pierre Debeaux, Fabien Castaing, Pierre Fort, Alex Labat et Guy Rouch. La construction de logements se poursuit entre 1955 et 1958 par la construction des bâtiments F (actuelle résidence des Hérons, no 1-5 impasse des Hérons) et G (actuelle résidence des Cormorans, no 1 impasse des Cormorans) par les architectes Raymond Chini, Robert Armandary, Jean Montier, Jean Barbut et Fabien Castaing. Le groupe scolaire Léo-Lagrange, qui regroupe une école maternelle (actuels no 35) et une école élémentaire (actuels no 37-41), est également terminé en 1958 et permet d'accueillir les enfants de la nouvelle cité.
Dans les années 1960, les travaux se poursuivent principalement au nord de l'allée Henri-Sellier, autour de la cité d'Empalot-Centre. La résidence est construite entre 1960 et 1961 (actuel no 34-50). Les commerces sont regroupés autour d'une nouvelle place commerciale qui s'organisent autour du supermarché de L'Épargne – devenu Casino en 1970 – et de plusieurs boutiques (actuelle place d'Empalot). Le centre social et la maison des jeunes et de la culture sont installées dans un nouveau bâtiment construit vers 1965 (actuels no 30-32 bis). Enfin, à l'est, la résidence des Paradoux est élevée vers 1970 (actuels no 6-16).

#### Première moitié duXXIesiècle
Dans les premières décennies du XXIe siècle, le quartier d'Empalot est inclus dans le grand projet de ville porté par la municipalité et confié à Oppidea. Il passe par la démolition du centre commercial d'Empalot : en 2019, le supermarché Casino est détruit, laissant la place à une friche urbaine. Entre 2022 et 2023, la résidence Émergences est construite pour le promoteur Demathieu Bard sur une partie de l'ancien parking, au carrefour de l'avenue Jean-Moulin.

## Patrimoine et lieux d'intérêt

### Groupe scolaire Léo-Lagrange
Le groupe scolaire Léo-Lagrange est construit dans les années 1960. Il rassemble une école maternelle et une école élémentaire,.
- no  35 : école maternelle Léo-Lagrange. 
Le bâtiment de plain-pied dévolu à l'école maternelle se trouve en retrait.
- no  37-41 : école élémentaire Léo-Lagrange. 
L'école élémentaire se compose d'une barre, longue de 105 mètres et parallèle à l'allée Henri-Sellier, qui s'élève sur deux étages. L'ossature est à poteaux et poutres en béton. Les façades sont enduites. La façade au nord, sur l'allée, est percée de petites fenêtres carrées, les salles de classe étant plus largement ouvertes au sud, sur la cour. Les travées latérales à l'ouest et à l'est, occupées par les escaliers, ont un traitement différent, avec un parement de plaques de graviers percées de cubes en verre qui permettent un éclairage naturel. Les murs pignons sont couverts d'un parement en moellons de pierre. En 2018, le mur pignon ouest, qui fait face à l'avenue du Maréchal-de-Lattre-de-Tassigny, est mis en valeur, dans le cadre d'une commande de la ville, par une fresque de l'artiste toulousain DER. Le bâtiment est surmonté d'un toit-terrasse.

### Immeubles et maisons
- no  6-16 : résidence Les Paradoux[9].
- no  32 : maison des Solidarités d'Empalot.
- no  34-50 : immeuble.